# Médias de Público do Ceará Sporting Club
Aqui estão apresentadas as médias de público do Ceará Sporting Club na Série A, Série B, Copa do Brasil, Nordestão e pelo Campeonato Cearense.

## Série A
- 1972 - 18.892 (Incompleta)
- 1974 - 9.832 (Incompleta)
- 1975 - 13.320
- 1976 - 11.333
- 1977 - 12.668
- 1978 - 15.125
- 1979 - 12.250
- 1980 - 16.834
- 1982 - 21.622
- 1985 - 15.959
- 1986 - 18.027
- 1987 - 3.096
- 1993 - 8.408
- 2010 - 23.467 (maior média na Série A)
- 2011 - 13.499

## Copa do Brasil
- 1990 - 6.162
- 1991 - 13.874
- 1997 - 29.027
- 1998 - 19.123
- 1999 - 11.648
- 2000 - 9.702
- 2001 - 13.257
- 2002 - 9.219
- 2003 - 21.542
- 2005 - 35.407 (maior média na Copa do Brasil)
- 2007 - 22.757
- 2008 - 5.769
- 2010 - 18.631
- 2011 - 16.211
- 2012 - 11.952
- 2013 - 12.506
- 2014 - 25.430
- 2015 - 13.622
- 2016 - 10.241

## Nordestão
- 1998 - 6.394
- 1999 - 2.887
- 2000 - 5.099
- 2001 - 7.971
- 2002 - 5.846
- 2010 - 3.182
- 2013 - 23.541
- 2014 - 20.283
- 2015 - 24.282
- 2016 - 10.599

## Série B
- 1981 - 7.380
- 1983 - 6.416
- 1984 - 3.753
- 1994 - 4.831
- 1999 - 16.689
- 2002 - 10.647
- 2003 - 15.329 (incompleta)
- 2004 - 11.374
- 2005 - 10.932
- 2006 - 15.725
- 2007 - 13.588
- 2008 - 12.271
- 2009 - 22.617 (maior média na Série B)
- 2012 - 8.853
- 2013 - 13.847
- 2014 - 11.257
- 2015 - 16.250
- 2016 - 11.079

## Cearense
- 1991 - 7.997
- 1992 - 6.310
- 1993 - 9.654
- 1994 - 7.448
- 1995 - 3.641
- 1996 - 6.212
- 1997 - 3.524
- 1998 - 5.446
- 1999 - 4.965
- 2000 - 5.526
- 2001 - 5.661
- 2002 - 7.342
- 2003 - 6.677
- 2004 - 6.488
- 2005 - 6.741
- 2006 - 14.525 (maior média no Campeonato Cearense)
- 2007 - 9.454
- 2008 - 7.236
- 2009 - 9.147
- 2010 - 12.613
- 2011 - 9.386
- 2012 - 10.463
- 2013 - 12.118
- 2014 - 13.516
- 2015 - 13.617
- 2016 - 6.333

## Detalhados
| Ano  | Cearense | Cearense | Cearense        | Brasileiro | Brasileiro | Brasileiro      | Copa do Brasil | Copa do Brasil | Copa do Brasil  | Copa do Nordeste | Copa do Nordeste | Copa do Nordeste | Média Anual |
|      | Média    | Público  | Renda Total     | Média      | Público    | Renda Total     | Média          | Público        | Renda Total     | Média            | Público          | Renda Total      | Média Anual |
| ---- | -------- | -------- | --------------- | ---------- | ---------- | --------------- | -------------- | -------------- | --------------- | ---------------- | ---------------- | ---------------- | ----------- |
| 2003 | 6.798    | 67.997   | R$ 425.792,00   | 15.329     | 168.621    | R$ 1.634.923,90 | 20.721         | 41.441         | R$ 339.568,00   | 1.042            | 1.042            | R$ 5.855,00      | 11.868      |
| 2004 | 7.723    | 100.397  | R$ 771.472,50   | 11.817     | 153.626    | R$ 1.228.195,58 | -              | -              | -               | -                | -                | -                | 10.546      |
| 2005 | 9.464    | 94.636   | R$ 715.655,00   | 10.957     | 120.532    | R$ 1.024.623,00 | 35.408         | 177.040        | R$ 1.810.196,00 | -                | -                | -                | 15.601      |
| 2006 | 20.229   | 222.517  | R$ 1.849.096,50 | 15.725     | 268.369    | R$ 2.445.595,00 | -              | -              | -               | -                | -                | -                | 17.496      |
| 2007 | 11.811   | 113.619  | R$ 882.393,50   | 13.366     | 259.261    | R$ 2.196.877,50 | 22.758         | 45.515         | R$ 389.805,00   | -                | -                | -                | 13.641      |
| 2008 | 7.831    | 86.141   | R$ 1.026.050,00 | 12.298     | 233.657    | R$ 2.749.136,50 | -              | -              | -               | -                | -                | -                | 10.659      |
| 2009 | 12.840   | 154.085  | R$ 2.554.922,50 | 22.660     | 430.531    | R$ 5.758.556,50 | 5.769          | 5.769          | R$ 77.650,00    | -                | -                | -                | 18.450      |
| 2010 | 12.611   | 176.553  | R$ 1.611.247,00 | 23.516     | 446.797    | R$ 7.416.801,50 | 18.361         | 18.361         | R$ 211.656,00   | 3.182            | ?                | ?                | 15.886      |
| 2011 | 10.268   | 143.749  | R$ 1.485.605,50 | 13.499     | 255.532    | R$ 2.587.548,00 | 16.211         | 64.842         | R$ 605.009,00   | -                | -                | -                | 12.265      |
| 2012 | 10.463   | 136.003  | R$ 1.549.047,00 | 8.892      | 168.956    | R$ 2.121.295,00 | 11.952         | 11.952         | R$ 145.124,00   | -                | -                | -                | 9.604       |
| 2013 | 12.072   | 108.648  | R$ 1.819.903,00 | 13.847     | 263.101    | R$ 4.708.675,00 | 12.506         | 25.012         | R$ 211.349,00   | 20.217           | 101.083          | R$ 2.315.434,00  | 14.224      |
| 2014 | 13.517   | 47.686   | R$ 1.674.492,00 | 11.256     | 213.864    | R$ 2.776.190,00 | 25.430         | 101.719        | R$ 2.204.043,00 | 20.283           | 121.699          | R$ 2.407.640,00  | 14.782      |
| 2015 | 13.617   | 110.054  | R$ 2.168.018,00 | 16.250     | 308.752    | R$ 3.797.565,00 | 13.662         | 54.649         | R$ 1.369.135,00 | 24.282           | 145.692          | R$ 3.155.764,00  | 16.621      |
| 2016 | 6.333    | 44.329   | R$ 461.835,00   | 11.079     | 210.510    | R$ 2.744.210,00 | 10.241         | 30.723         | R$ 210.379,00   | 10.597           | 42.387           | R$ 479.903,00    | 9.938       |